# John Allen Nelson
John Allen Nelson (San Antonio, 28 agosto 1959) è un attore statunitense.

## Biografia
Nato in Texas, ha vissuto i primi tre anni di vita in Germania, con i fratelli David, Nancy e Diana. Dopo aver lavorato per un breve periodo nella soap opera Quando si ama, nel 1984 lavora in un'altra soap opera, Santa Barbara, dove fino al 1986 ricopre il ruolo di Warren Lockridge.
Nel 1988 recita nel film Deathstalker III - I guerrieri dell'inferno e nella commedia horror Killer Klowns from Outer Space. Negli anni seguenti colleziona diverse apparizioni in produzioni televisive, La signora in giallo, In viaggio nel tempo e il film TV Perry Mason: Arringa finale. Nel 1989 entra nel cast del telefilm Baywatch, dove interpreta il sexy bagnino J.D. Cort, che nel corso della serie ha problemi di retinite pigmentosa.
Nel 1993 è co-sceneggiatore del film Kickboxing mortale e di American Yakuza. Dopo essere stato guest star di Ultime dal cielo e V.I.P., dal 2000 al 2002 ricopre il ruolo di Matt Cutter nella serie TV Sheena, recitando al fianco di Gena Lee Nolin, con la quale aveva già lavorato in Baywatch. Nel 2003 riprende i panni di J.D. Cort nel film TV Baywatch - Matrimonio alle Hawaii.
Negli anni 2005-2006 partecipa alla serie 24, nei panni di Walt Cummings, mentre nel 2006 è il senatore Jeffrey Collins, uno dei protagonisti di Vanished. Nel 2008 partecipa al film Fire Bay, dove veste i panni di John F. Kennedy. Nel 2009 appare, inoltre, in un episodio della quarta stagione di Criminal Minds.

## Filmografia

### Cinema
- Hunk, regia di Lawrence Bassoff (1987)
- Deathstalker III - I guerrieri dell'inferno (Deathstalker III), regia di Alfonso Corona (1988)
- Killer Klowns from Outer Space, regia di Fratelli Chiodo (1988)
- Guerra o morte (Taking Liberty), regia di Stuart Gillard (1993)
- Presunta innocenza (Criminal Passion), regia di Donna Deitch (1994)
- Rischio mortale (Shelter), regia di Scott Paulin (1998)
- Marry Me or Die, regia di Bob Hoge (1998)
- Feast III: The Happy Finish, regia di John Gulager (2009)

### Televisione
- Ai confini della notte (The Edge of Night) - serie TV (1983-1984)
- Quando si ama (Loving) - serie TV (1983)
- Santa Barbara - serie TV, 179 episodi (1984-1986)
- In viaggio nel tempo (Quantum Leap) - serie TV, 1 episodio (1989)
- Top Secret (Scarecrow and Mrs. King) - serie TV, 1 episodio (1987)
- Hunter - serie TV, 1 episodio (1987)
- La signora in giallo (Murder, She Wrote) - serie TV, episodio 7x16 (1991)
- Star Trek: The Next Generation - serie TV, episodio 6x05 (1992)
- Per amore della legge (Sweet Justice) - serie TV (1994)
- Friends - serie TV, 1 episodio (1994)
- Baywatch - serie TV, 13 episodi (1990-1995)
- V.I.P. - serie TV, 1 episodio (1999)
- Sheena - serie TV, 35 episodi (2002-2003)
- Baywatch - Matrimonio alle Hawaii (Baywatch: Hawaiian Wedding), regia di Douglas Schwartz - film TV (2003)
- 24 - serie TV, 11 episodi (2005-2006)
- Vanished - serie TV, 13 episodi (2006)
- Close to Home - Giustizia ad ogni costo (Close to Home) - serie TV, 1 episodio (2007)
- Saving Grace - serie TV, 1 episodio (2007)
- Burn Notice - Duro a morire (Burn Notice) - serie TV, 1 episodio (2008)
- Grey's Anatomy – serie TV, episodio 5x09 (2008)
- Senza traccia (Without a Trace) - serie TV, 1 episodio (2008)
- Drop Dead Diva - serie TV, 1 episodio (2009)
- Criminal Minds - serie TV, 1 episodio (2009)
- CSI: Miami - serie TV, 2 episodi (2005-2010)
- Castle - serie TV, episodio 6x10 (2013)
- NCIS - Unità anticrimine (NCIS) - serie TV, episodio 11x14 (2014)
- Crisis - serie TV, 5 episodi (2014)
- Crazy Ex-Girlfriend - serie TV, 3 episodi (2016-2017)
- Virgin River-serie TV,vari episodi,6 serie (2024)

## Doppiatori italiani
Nelle versioni in italiano delle opere in cui ha recitato, John Allen Nelson è stato doppiato da:
- Francesco Prando ne La signora in giallo
- Massimo Milazzo in Killer Klowns from Outer Space
- Massimo Lodolo in Presunta innocenza
- Saverio Indrio in Crisis
- Claudio Capone in Baywatch
- Enrico Di Troia in Baywatch - Matrimonio alle Hawaii
- Roberto Stocchi in Burn Notice - Duro a morire
- Vladimiro Conti in CSI: Miami (ep. 3x17)
- Franco Zucca in CSI: Miami (ep. 9x03)
- Maurizio Reti in 24
- Massimo Rossi in Grey's Anatomy
- Massimo Bitossi in Criminal Minds
- Mauro Magliozzi in Castle
- Stefano Thermes in NCIS - Unità anticrimine
- Massimo De Ambrosis in Virgin River